# کاکادو (فیلم)
کاکادو فیلمی به کارگردانی و نویسندگی تهمینه میلانی محصول سال ۱۳۷۳ ایران است.

## خلاصه داستان
یک استاد زبان زمینی‌ها به مدت یک هفته از سیاره کاکادو به زمین تبعید می‌شود. کاکادو سیاره است که طرفداران محیط زیست در آن زندگی می‌کنند و کسانی را که سطح کره کاکادو را آلوده کنند برای تنبیه شدن به زمین می‌فرستند. فیلم به ارتباط این موجود فضایی با آدمها، بخصوص با گلنار دخترک ۸ ساله یک خانواده تک فرزند می‌پردازد.

## بازیگران
- السا فیروزآذر
- اسدالله یکتا
- آتنه فقیه‌نصیری
- فریبرز عرب‌نیا
- رحمان مرادی
- حسین محب‌اهری
- آناسیک سیمونیان
- گلبهار حسن‌آبادی